# Fuerte Olimpo
Fuerte Olimpo este un oraș din departamentul Alto Paraguay, Paraguay.